# Arboreto de Habichtsborn

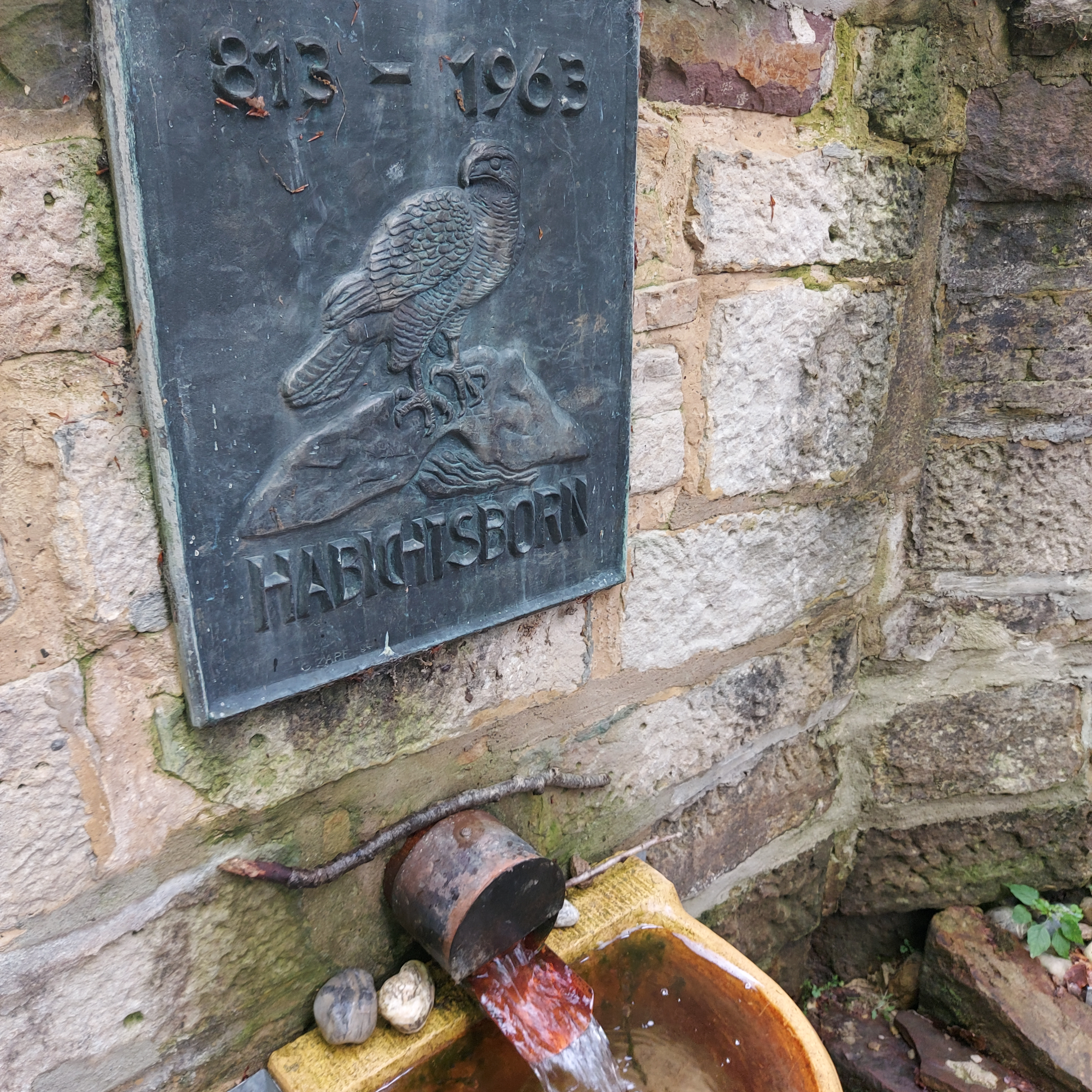
El epónimo Habichtsborn

El Arboreto de Habichtsborn, en alemán : Arboretum Habichtsborn, también conocido como Arboretum Staufenberg, es un arboreto que se encuentra en Staufenberg, Baja Sajonia, Alemania, fundado en 1850. Su código de reconocimiento internacional como institución botánica así como las siglas de su herbario es NFVS. 

## Localización
El arboreto se encuentra varios kilómetros al sureste de Staufenberg.
Arboretum der Nieders. Forstl. Versuchsanstalt
Forstamtsstraße 6, D-34355 Staufenberg/Escherode
Staufenberg, Niedersachsen-Baja Sajonia, Deutschland-Alemania.51°20′37″N 9°39′42″E / 51.34361, 9.66167
Se puede visitar en los meses cálidos del año, la entrada es gratuita.

## Colecciones
El arboreto está administrado por el organismo Niedersächsischen Forstlichen Versuchsanstalt, alberga alrededor de 150 especies de plantas leñosas, incluyendo especímenes de Sequoiadendron, Cryptomeria japonica, Taxus baccata.